# インジョコギバップ
インジョコギパプ（英:Injo-gogi-bap/朝:인조고기밥）とは、主に朝鮮民主主義人民共和国（北朝鮮）で食べられている料理。人造肉飯とも呼ばれる。

## 概要
インジョコギの中に米を詰めて作る料理であり、ソースを付けて食べる。このソースは地域によって異なり、沿海部ではカタクチイワシを刻んだソースが、地方では唐辛子を入れたチリソースや辛味噌のようなソースが用いられる。
インジョコギパプは北朝鮮の家庭料理やストリートフードとして愛されており、韓国で脱北者が営む食堂でも定番メニューとなっている。